# 윤희상 (야구인)
윤희상(尹喜相, 1985년 5월 17일 ~ )은 전 KBO 리그 SK 와이번스의 투수이자, 현재 KBS N 스포츠 및 OBS 라디오의 야구 해설위원이다.

## 선수 시절

### 아마추어 시절
선린인터넷고등학교 시절부터 안태영, 김용의와 서로 친했다. 2004년 신인 드래프트에서 2차 1순위(전체 3순위)로 SK 와이번스의 지명을 받았다.

### SK 와이번스시절
2004년에 2차 1라운드 지명을 받아 계약금 2억원, 연봉 2,000만원의 조건으로 입단했다.
입단 초기에는 동기였던 투수 정우람 등에 비해 어깨 부상 등으로 별 활약이 없이 2005년까지 3패만 기록하고 일찌감치 사회복무요원으로 대체 복무했다. 복귀한 후에도 눈에 띄는 활약이 없었다가 당시 감독 대행이었던 이만수에 의해 중용되기 시작했고, 2011년에 팀 투수진이 무너지자 박희수와 더불어 1군에 자주 올라왔다. 그 해 몇 차례 임시로 선발 등판했고, 2011년 9월 7일 히어로즈전에서 선발로 등판하여 데뷔 첫 승을 거뒀다. 데뷔 첫 승을 포함해 2011년에 거둔 3승은 모두 선발 승이었다. 2011년 준플레이오프 4차전에 선발 등판해 팀의 플레이오프 진출에 기여했고, 그 해 한국시리즈에도 출전했다. 이듬해 선발로 완전히 전업했고, 데뷔 첫 두 자릿수 승은 물론 전 구단 상대 승리 투수로 기록되며 팀의 선발진을 꾸준히 지켰다. 2012년 한국시리즈 1차전에 선발로 등판해 데뷔 첫 완투를 기록했으나 이승엽에게 허용한 홈런의 여파를 이겨내지 못했고, 팀 타선의 침묵과 맞물려 완투패를 당했다. 5차전에서도 7이닝 2실점(1자책점)으로 호투했으나 역시 타선의 침묵으로 패전 투수가 됐고, 그 여파로 6차전에서 대패하며 준우승에 머물렀다. 2013년 6월 20일 삼성전에서 이승엽의 개인 통산 홈런(352호) 신기록을 허용했다.
2020년 10월 27일에 은퇴를 선언했다.

## 야구선수 은퇴 후
2022년부터 KBS N 스포츠의 야구 해설위원으로 활동했고, 2023년부터 OBS 라디오의 야구 해설위원으로도 활동했다.

## 별명
- 2014년 4월 25일 롯데전에서 김문호가 타격한 공이 그의 급소에 맞아 고통을 호소하며 응급실에 실려갔는데[10] 이 사건으로 인해 '희상 언니'라고 불린다.

## 출신 학교
- 구리초등학교 (구리리틀)
- 경기 인창중학교
- 선린인터넷고등학교

## 통산 기록
| 연도 | 팀명   | 평균자책점 | 경기 | 완투 | 완봉 | 승 | 패 | 세 | 홀 | 승률  | 타자 | 이닝  | 피안타 | 피홈런 | 볼넷 | 사구 | 탈삼진 | 실점 | 자책점 |
| ---- | ------ | ---------- | ---- | ---- | ---- | -- | -- | -- | -- | ----- | ---- | ----- | ------ | ------ | ---- | ---- | ------ | ---- | ------ |
| 2004 | SK     | 9.45       | 11   | 0    | 0    | 0  | 1  | 0  | 0  | 0.000 | 67   | 13.1  | 21     | 2      | 7    | 1    | 9      | 15   | 14     |
| 2005 | SK     | 18.00      | 3    | 0    | 0    | 0  | 2  | 0  | 0  | 0.000 | 33   | 5     | 13     | 2      | 4    | 1    | 2      | 11   | 10     |
| 2009 | SK     | 0.00       | 1    | 0    | 0    | 0  | 0  | 0  | 0  | -     | 1    | 0     | 0      | 0      | 1    | 0    | 0      | 0    | 0      |
| 2010 | SK     | 3.60       | 4    | 0    | 0    | 0  | 0  | 0  | 0  | -     | 22   | 5     | 6      | 0      | 2    | 0    | 2      | 2    | 2      |
| 2011 | SK     | 4.82       | 20   | 0    | 0    | 3  | 1  | 0  | 0  | 0.750 | 207  | 46.2  | 55     | 8      | 12   | 3    | 32     | 27   | 25     |
| 2012 | SK     | 3.36       | 28   | 0    | 0    | 10 | 9  | 0  | 0  | 0.526 | 693  | 163.1 | 164    | 10     | 49   | 6    | 100    | 66   | 61     |
| 2013 | SK     | 3.87       | 25   | 1    | 0    | 8  | 6  | 0  | 0  | 0.571 | 642  | 151.1 | 147    | 17     | 44   | 7    | 120    | 72   | 65     |
| 2014 | SK     | 5.08       | 7    | 0    | 0    | 0  | 1  | 0  | 0  | 0.000 | 130  | 28.1  | 36     | 1      | 9    | 3    | 18     | 17   | 16     |
| 2015 | SK     | 5.88       | 21   | 0    | 0    | 5  | 9  | 0  | 0  | 0.357 | 415  | 93.1  | 113    | 15     | 34   | 3    | 67     | 65   | 61     |
| 2016 | SK     | 4.84       | 23   | 0    | 0    | 9  | 6  | 0  | 0  | 0.600 | 540  | 122.2 | 143    | 18     | 44   | 6    | 73     | 69   | 66     |
| 2017 | SK     | 6.00       | 23   | 0    | 0    | 6  | 7  | 0  | 0  | 0.462 | 538  | 120   | 149    | 16     | 33   | 10   | 82     | 85   | 80     |
| 2018 | SK     | 5.12       | 46   | 0    | 0    | 1  | 2  | 1  | 7  | 0.333 | 211  | 51    | 55     | 8      | 7    | 2    | 44     | 29   | 29     |
| 2020 | SK     | 3.00       | 4    | 0    | 0    | 0  | 0  | 0  | 0  | -     | 11   | 3     | 1      | 0      | 2    | 0    | 2      | 1    | 1      |
| 통산 | 13시즌 | 4.82       | 216  | 1    | 0    | 42 | 44 | 1  | 7  | 0.488 | 3510 | 803   | 903    | 97     | 248  | 42   | 552    | 459  | 430    |